# Maraboet

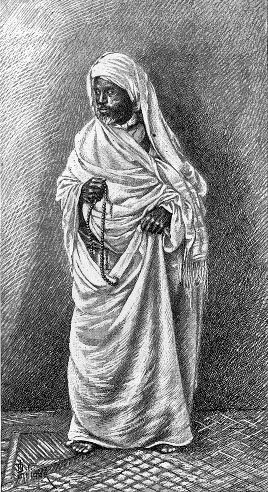
Een West-Afrikaanse maraboet (rond 1890)

Een maraboet (Berbers: amṛabeḍ, Arabisch: مَربوط) is in de Maghreb en in West-Afrika een ascetisch persoon, die gezien wordt als een soort wijsgeer, maar ook die wel als een heilige man wordt beschouwd. 
Met maraboetisme wordt het geheel van traditionele magische praktijken (die in de islam als verboden wordt beschouwd) aangeduid waarin maraboets gespecialiseerd zijn. Hiertoe behoren onder andere het waarzeggen en het vervaardigen van amuletten. 

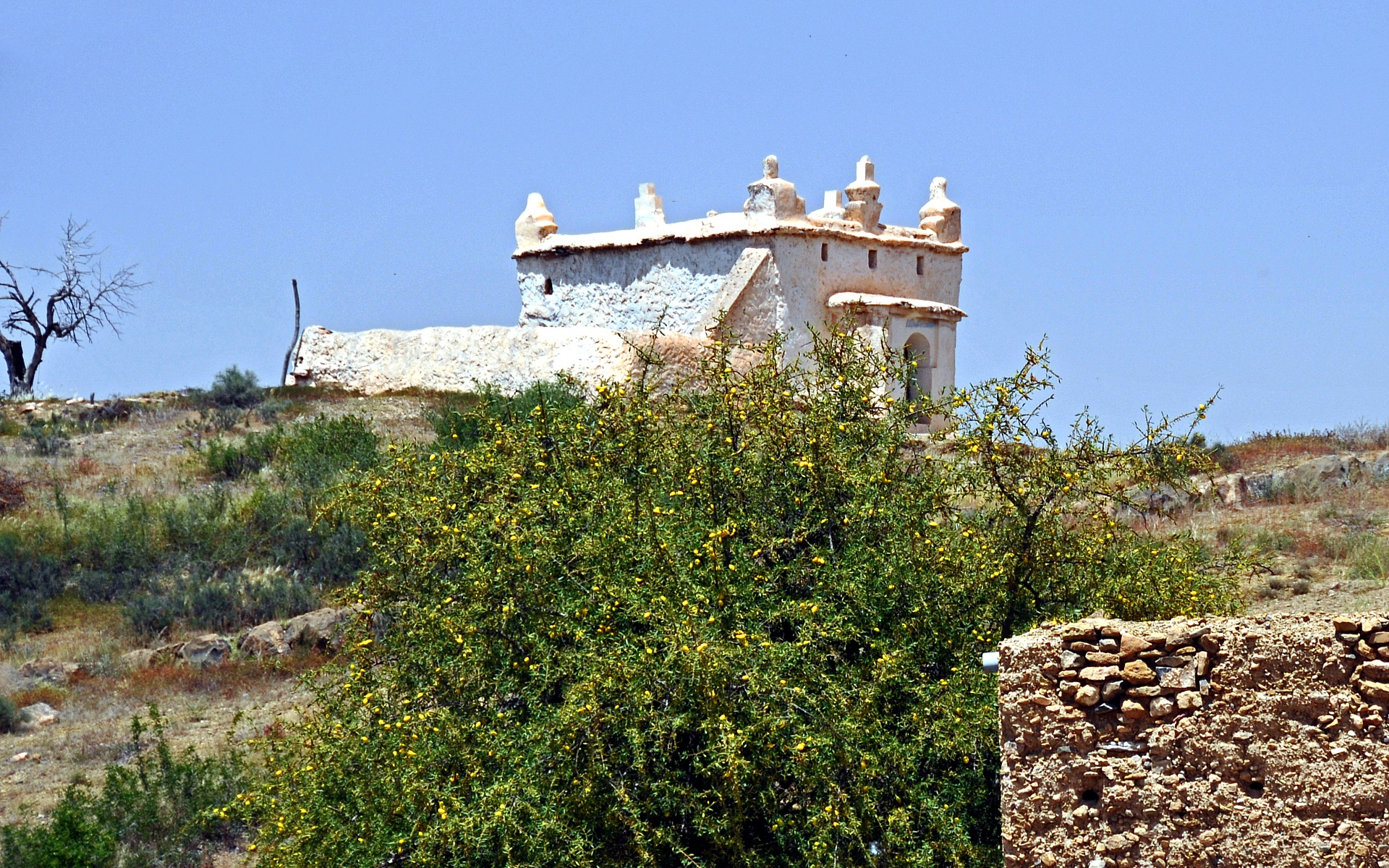
Tioute (Taroudannt) huisje van een maraboet